# Sport Club Corinthians Alagoano
Lo Sport Club Corinthians Alagoano, noto anche semplicemente come Corinthians, è stata una società calcistica brasiliana con sede nella città di Maceió, capitale dello stato dell'Alagoas.

## Storia
Il club è stato fondato il 4 aprile 1991, ed il nome della società, il disegno dello stemma ed i colori sociali derivarono dal Corinthians di San Paolo.
Quattro anni dopo, nel 1995, il club ha partecipato alla seconda divisione del Campionato Alagoano, che il club ha vinto senza perdere una singola partita. Il club ottenne così il diritto di partecipare alla massima divisione statale dell'anno successivo, ma il consiglio di amministrazione decise di far rimanere la squadra nella seconda divisione statale.
Nel 1997 il club fece una partnership con il club portoghese del Benfica. Il club ha partecipato di nuovo alla seconda divisione del Campionato Alagoano. Il Corinthians Alagoano vinse tutte le partite, senza perdere una singola partita, e venne finalmente promosso nella massima divisione statale.
Nel 2000, il club, per la prima volta, ha partecipato a una competizione nazionale. Il Corinthians Alagoano fu inserito nel "Modulo Verde" (equivalente della terza divisione) della Copa João Havelange. Al primo turno, il club si è qualificato posizionandosi al primo posto nel proprio gruppo. Tuttavia, è stato eliminato al secondo turno. Nel 2001, il Corinthians Alagoano ha partecipato al Campeonato Brasileiro Série C. Il club terminò la prima fase al primo posto nel proprio gruppo, ma tuttavia, fu eliminato alla seconda fase. L'anno successivo, nel 2002, dopo una pessima prestazione, il Corinthians è stato eliminato alla prima fase del Campeonato Brasileiro Série C. Il Corinthians Alagoano ha partecipato di nuovo al campionato nel 2003. Il Corinthians Alagoano fu inserito in un gruppo che comprendeva, Botafogo-PB e Sousa, entrambe dello stato della Paraíba. Il club perse tutte e quattro le partite. Il Corinthians Alagoano ha anche partecipato alla Coppa del Brasile nello stesso anno, ma è stato eliminato al primo turno dal Flamengo del Piauí.
Nel 2004, il Corinthians Alagoano ha vinto il campionato statale per la prima volta, dopo aver sconfitto il Coruripe in finale. Nello stesso anno, il club è stato di nuovo eliminato alla prima fase del Campeonato Brasileiro Série C, terminando all'ultimo posto nel proprio gruppo.

## Logo e colori
Il club prende il nome dall'omonimo club dello stato di San Paolo. Anche il logo è molto simile a quello del Corinthians di San Paolo.
I colori ufficiali sono il nero, il bianco e il rosso.

## Stadio
Il Corinthians Alagoano disputa le sue partite casalinghe nello stadio Nelsão, che può contenere 10.000 spettatori.

## Inno
L'inno del club è stato creato da Antonio Guimarães. È stato cantato da Carlos Moura.

## Palmarès

### Competizioni statali
- Campionato Alagoano: 1

2004
- Campeonato Alagoano Segunda Divisão: 2

1995, 1997